# 一級方程式電子遊戲

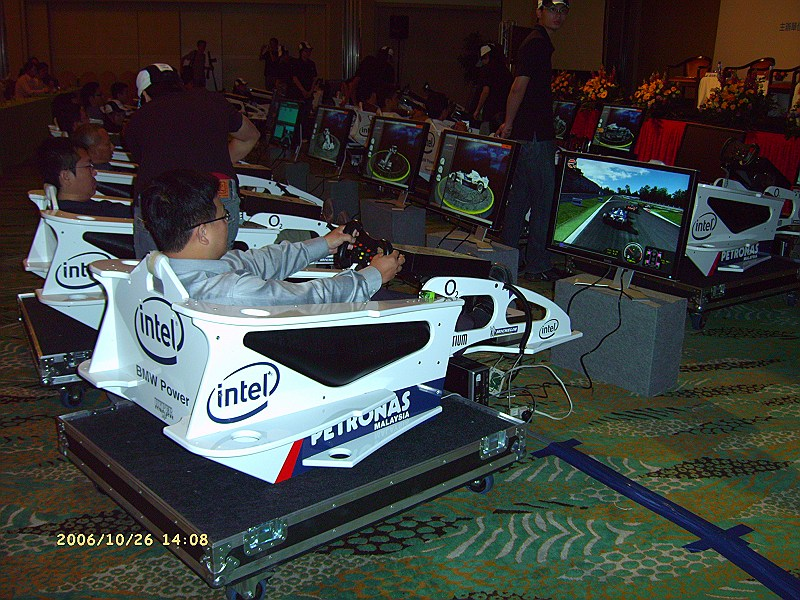
一些坐在模拟座舱里游玩一级方程式游戏的玩家

自從1983年的《Pole Position》以來，一級方程式一直是競速遊戲的一部分。1991年的遊戲《格林披治賽車》讓一級方程式遊戲從街機遊戲轉為完全的電子遊戲。

## 發跡與街機遊戲
一級方程式遊戲的發跡可以回溯至1970年代，像是當時的一款以類似一級方程式賽車馳騁於賽道的街機遊戲《Gran Trak 10》。
然而於歷史上第一個成功的一級方程式街機遊戲是Namco的《Pole Position》。玩家在《Pole Position》中必須在一定的時間內完成一圈，才具有參加於富士國際賽車場的比賽資格。玩家在排位賽後必須面對錦標賽事中的其他車手。這款遊戲相當地成功，並且官方還推出了續作《Pole Position II》，還有一款非官方的《Final Lap》。許多遊戲在看見《Pole Position》的成功後，紛紛出現於街機（後來也移植到了家用電腦），像是《TX-1》。
1980年代後期，因為家用電腦遊戲的興起，街機逐漸被淘汰。一款透過俯視而非後視角遊玩的遊戲《Super Sprint》和它的續作《Championship Sprint》可以說是最後一款成功的街機遊戲。

## 電腦遊戲模組
像是在《rFactor》和《格林披治4》等的電腦競速遊戲，玩家可以下載包含了一級方程式2007和2008年賽季的賽車遊戲模組資料片。